# WinZip
WinZip is een shareware-datacompressieprogramma voor Microsoft Windows, ontwikkeld door WinZip International LLC (voorheen Nico Mak Computing).

## Bestandsformaten
Het programma maakt voornamelijk gebruik van de zipbestandsindeling om te schrijven, maar het kan ook een aantal andere compressie-algoritmes lezen. De volgende bestandsformaten worden ondersteund:

## Functies
Het programma bevat onder andere een updatefunctie om de versie actueel te houden en sinds versie 10.0 is het mogelijk om bijvoorbeeld 'Mijn documenten' en 'Favorieten' snel in te pakken. Voor de mensen die nieuw zijn met WinZip of snel bestanden in willen pakken is er een wizard gemaakt die het inpakken gemakkelijk maakt.

## Alternatieven
Sinds de komst van Windows XP kunnen zipbestanden worden uitgepakt zonder dat hier WinZip of een soortgelijk programma voor nodig is. Andere populaire programma's voor het maken en uitpakken van zipbestanden zijn 7-Zip en WinRAR.